# Тесты для настоящих мужчин
«Тесты для настоящих мужчин» — российский психологический детектив режиссёра Андрея Разенкова, снятый в 1998 году.

## Сюжет
Алексей, сотрудник некой спецслужбы, знакомится с очаровательной Эльвирой, аспиранткой факультета психологии. При этом он выдаёт себя за бизнесмена, который к 36 годам созрел для семейной жизни. И Эльвире, и её матери Анне, профессору психологии, Алексей демонстрирует свою надёжность, способность контролировать ситуацию, одновременно показывает свою нечуждость культуре, приятные манеры, в общем, идеального мужчину.
В свою очередь Анна постоянно скрыто тестирует потенциального зятя. Так как первоначальные тесты Алексей проходит, профессор решает провести финальное испытание — они втроём едут на загородную дачу, где на них нападают трое вооружённых людей (Николай Еременко-мл. — «главарь», Игорь Ветров — «Охотник», Александр Пашковский (в титрах — Александр Мадянов) — «Охотник»). Однако это именно то, чего Алексей и ждал. Он достаточно оперативно расправляется с налётчиками и даже имитирует перед Анной убийство их предводителя. Однако случайно увидев этого человека живым, Анна сознаётся во всём Алексею, в том числе с целью узнать, каким образом он оказался здесь. В молодости Анна вместе с мужем оказалась в аналогичной ситуации, и её муж, «большой, сильный человек», ничего не предпринял для защиты жены. Тогда женщина решила, что только настоящий мужчина сможет стать мужем её дочери.
Вскоре выясняется, что Алексей — друг Никиты, прежнего кавалера Эльвиры, которого Анна подвергла такому же испытанию, но он его провалил. Однако Эльвира симпатизирует молодому человеку. После произошедшего они говорят матери, что это было подстроено её молодым человеком. В результате мать прощает ему его слабость, Эльвира остаётся со своим возлюбленным, а Алексей становится супругом… матери.

## В ролях
| Актёр                    | Роль                |
| ------------------------ | ------------------- |
| Эльвира Болгова          | Эльвира             |
| Алексей Серебряков       | Алексей             |
| Анна Каменкова           | Анна                |
| Виталий Соломин          | начальник Алексея   |
| Игорь Ветров             | налётчик            |
| Никита Высоцкий          | друг Алексея Никита |
| Николай Ерёменко младший | главарь налётчиков  |
| Зоя Зелинская            | мать Никиты         |

## Награды
- 1999 год — «Кинотавр»: Гран-при конкурса дебютов на кинофестивале
- 2000 год — «Виват, кино России!», Санкт-Петербург:
  - Приз «За лучшую мужскую роль» — Алексей Серебряков
  - Специальный приз «За предоставление лучшей программы фильмов» студии «Слово» («Любить по-русски 3: Губернатор», «Женская собственность», «Тесты для настоящих мужчин»)